# دیگو پنالوا
دیگو پنالوا (انگلیسی: Diego Penalva؛ زادهٔ ۲۲ ژانویهٔ ۱۹۷۶) بازیکن فوتبال اهل فرانسه است.
از باشگاه‌هایی که در آن بازی کرده‌است می‌توان به باشگاه فوتبال سن-اتین اشاره کرد.